# Exodus (álbum de Exo)
Exodus (estilizado como EXODUS) é o segundo álbum de estúdio álbum de estúdio do grupo masculino sino-coreano EXO, lançado em 30 de março de 2015 pela S.M. Entertainment e distribuído pela Genie Music. É o primeiro lançamento de álbum de estúdio do grupo desde XOXO em 2013, e também o primeiro lançamento da banda após os processos de Kris e Luhan, agora promovendo com apenas dez membros. EXODUS foi o último lançamento a incluir o membro Tao antes dele deixar o grupo e abrir um processo contra a S.M. Entertainment solicitando a rescisão de seu contrato. A faixa título do álbum, "Call Me Baby", foi revelada dois dias antes do lançamento do álbum, e seus vídeos musicais foram lançados em 31 de março de 2015.
Em 3 de junho, o álbum foi re-lançado como Love Me Right com quatro novas músicas, incluindo uma faixa título de mesmo nome. Com as duas versões do álbum, EXO teve o segundo maior volume de vendas no menor período de tempo entre artistas de K-pop, vendendo mais de um milhão de cópias em dois meses.

## Pré-lançamento
Antes do lançamento do álbum, S.M. Entertainment realizou uma coletiva de imprensa, em que todos os membros estavam presentes com a exceção de Lay, que estava na China focando em seu novo filme. Embora ele não pudesse estar lá para assistir à coletiva de imprensa, ele mais tarde se desculpou por uma chamada de vídeo.
Suho também disse que não havia pensado sobre os números de vendas após o lançamento do álbum, e só queria trazer novas músicas para os fãs do grupo. Ele disse que a única coisa na mente dos membros enquanto faziam o álbum era se os ouvintes gostariam disso. Ele concluiu dizendo que esse seria um novo começo para o EXO e que os membros mostrariam um lado mais brilhante e mais fresco para seus fãs.
O álbum apresenta as letras escritas por Teddy Riley e Jonghyun do SHINee, que escreveu as letras da música "Playboy". Há 10 canções que abrangem vários gêneros, incluindo dance, R&B e balada.

## Lançamento
EXO declarou que 20 diferentes capas do álbum seriam lançadas tanto on-line como em cópias físicas. Cada membro teria sua própria capa, nas versões coreana e chinesa. As versões coreanas são da cor de ouro, enquanto as versões chinesas são da cor de prata. Quando alinhadas, as lombadas de todos os álbuns juntos criam o novo logotipo do grupo.
De acordo com a S.M. Entertainment, as pré-vendas para EXODUS alcançaram 502.440 cópias (321.200 na versão coreana e 181.240 na versão chinesa), já passando da marca de meio milhão.
Domesticamente, a versão coreana do álbum ficou no topo da parada semanal de álbuns da Gaon por quatro semanas consecutivas, enquanto sua versão chinesa ficou em segundo lugar. Ambas versões ocuparam as duas primeiras posições até a sua terceira semana de lançamento. Mais tarde, a versão coreana de sua versão repaginada Love Me Right permaneceu no topo da parada por duas semanas seguidas. Dois dias após seu lançamento em 30 de março, EXODUS se tornou o álbum mais vendido do primeiro trimestre de 2015.
No Japão, ambos álbuns entraram no topo 10 da parada semanal de álbuns da Oricon, chegando à quarta (versão coreana) e sétima (versão chinesa) posições.
A versão combinada do álbum vendeu mais de 6.000 cópias nos Estados Unidos, e alcançou o 95º lugar na Billboard 200 em sua primeira semana de lançamento. Ao fazê-lo, EXODUS se tornou o álbum de K-pop mais vendido na região na época, superando o recorde anteriormente mantido por Crush do 2NE1 (5,000+ cópias). O álbum também ficou no topo da Parada Mundial de Álbuns da Billboard na edição de 18 de abril de 2015, e permaneceu no Top 10 por seis semanas consecutivas.
EXODUS foi o álbum mais vendido da semana em todo o mundo, com um total de 303,000 cópias vendidas em sua primeira semana. Com as pré-vendas de Love Me Right combinadas, as vendas totais do álbum ultrapassaram um milhão de unidades globalmente.

## Singles
SM Entertainment lançou a música "First Love" no YouTube para dar aos fãs uma "espiadinha". De acordo com os membros, foi um presente para os fãs após terem esperado pacientemente e aguentado os problemas e lutas enfrentadas pelo grupo, enquanto ainda os apoiando em suas atividades. A canção foi postada em sites de compartilhamento de músicas, mas o vídeo foi feito privado após 10 horas de publicação.
A faixa-título do álbum, "Call Me Baby", foi lançada online em 27 de março de 2015, enquanto os videoclipes das duas versões (coreana e chinesa) foram publicados três dias depois, através de vários meios de comunição. A versão coreana do single alcançou a 2ª posição na Gaon Singles Chart, enquanto sua versão chinesa alcançou a 1ª posição. Também entrou no Canadian Hot 100 para a semana de 25 de abril de 2015, estreando e atingindo o pico no número 99. Desde sua estreia, "Call Me Baby" vendeu quase 826,000 cópias digitais na Coreia do Sul. e 831,000 mundialmente.
A versão coreana de "Love Me Right", a faixa-título da versão repaginada do álbum, alcançou a primeira posição da Gaon Singles Chart, tornando-se o segundo hit-número-um da banda em seu país natal, seguindo "December, 2014 (The Winter's Tale)".Ela vendeu cerca de 625.000 cópias digitais na Coreia do Sul.

## Promoção
EXO realizou seu palco de retorno com "Call Me Baby" no M! Countdown (Mnet). Junto do single principal, o grupo performou "My Answer" em ambos M! Countdown e Music Bank (KBS), e a faixa-título tanto no Show! Music Core (MBC) e Inkigayo (SBS). EXO ganhou seu primeiro prêmio em 5 de abril de 2015, no programa 'Inkigayo'.
As promoções para o álbum foram encerradas pela performance do grupo no The Show (SBS MTV), transmitido em 28 de abril de 2015. EXO recebeu um total de 18 troféus de programas musicais para "Call Me Baby", quebrando seu próprio recorde anteriormente mantido por "Growl" (14 troféus).

## Lista de faixas
※ Faixas em negrito identificam os singles dos álbuns.

### EXODUS(versão original)
| EXODUS (versão coreana) |                                                           |                                                         |                                                                           |         |  |
| N.º                     | Título                                                    | Letras                                                  | Música                                                                    | Duração |  |
| 1.                      | "Call Me Baby"                                            | Jo Yoon-kyung, January 8th (Jam Factory), Kim Dong-hyun | Teddy Riley, DOM, Lee Hyun-seung, J.SOL, Dantae Johnson                   | 3:31    |  |
| 2.                      | "Transformer"                                             | Kenzie                                                  | Kenzie, Jonathan Yip, Jeremy Reeves, Ray Romulus, Ray McCullough          | 3:47    |  |
| 3.                      | "시선 둘 시선 하나 (What If..)" (Siseon Dul, Siseon Hana) | Seo Ji-eum                                              | The Underdogs, Patrick "J. Que" Smith, Dewain Whitmore, Adonis Shropshire | 4:19    |  |
| 4.                      | "My Answer" (cantada por Baekhyun, D.O. e Suho)           | Lee Joo-hyung                                           | Lee Joo-hyung                                                             | 3:33    |  |
| 5.                      | "Exodus"                                                  | Jo Yoon-kyung                                           | Albi Albertsson, Yuka Otsuki, Fabian Strangl                              | 3:20    |  |
| 6.                      | "El Dorado"                                               | Seo Ji-eum, Lee Yoo-jin                                 | Lim Kwang-wook, Mage, Chase                                               | 3:59    |  |
| 7.                      | "Playboy"                                                 | Jonghyun                                                | Jonghyun, Wefreaky                                                        | 3:32    |  |
| 8.                      | "Hurt"                                                    | Seo-jung                                                | Albi Albertsson                                                           | 3:39    |  |
| 9.                      | "유성우 (Lady Luck)" (Yuseong-u)                          | Jo Yoon-kyung                                           | Command Freaks, Andreas Stone Johansson                                   | 3:33    |  |
| 10.                     | "Beautiful"                                               | Lee Chae-yoon (Jam Factory)                             | Teddy Riley, DOM, Richard Garcia, Dantae Johnson, Labyron Walton          | 4:03    |  |
| Duração total:          | Duração total:                                            | Duração total:                                          | Duração total:                                                            | 37:16   |  |

| EXODUS (versão chinesa) | |                      |                                                                           |         |  |
| N.º                     | Título | Letras               | Música                                                                    | Duração |  |
| 1.                      | "Call Me Baby (叫我)" (Jiào Wǒ)                                                                                           | 代岳东               | Teddy Riley, DOM, Lee Hyun-seung, J.SOL, Dantae Johnson                   | 3:31    |  |
| 2.                      | "Transformer (变形女)" (Chinês tradicional: 變形女; Pinyin: Biànxíng Nǚ)                                                  | T-Crash              | Kenzie, Jonathan Yip, Jeremy Reeves, Ray Romulus, Ray McCullough          | 3:47    |  |
| 3.                      | "What If… (两个视线, 一个视线)" (Chinês tradicional: 兩個視線, 一個視線; Pinyin: Liǎnggè Shìxiàn, Yígè Shìxiàn; com D.O.) | 黄贞颖 Annakid       | The Underdogs, Patrick "J. Que" Smith, Dewain Whitmore, Adonis Shropshire | 4:18    |  |
| 4.                      | "My Answer (我的答案)" (Wǒ de Dá'àn; cantada por Chen, Lay e D.O.)                                                        | 代岳东               | Lee Joo-hyung                                                             | 3:33    |  |
| 5.                      | "Exodus (逃脱)" (Chinês tradicional: 逃脫; Pinyin: Táotuō)                                                                | 周炜杰               | Albi Albertsson, Yuka Otsuki, Fabian Strangl                              | 3:19    |  |
| 6.                      | "El Dorado (黄金国)" (Chinês tradicional: 黃金國; Pinyin: Huángjīnguó)                                                    | 王雅君 (Wang Ya Jun) | Lim Kwang-wook, Mage, Chase                                               | 3:59    |  |
| 7.                      | "Playboy (坏男孩)" (Chinês tradicional: 壞男孩; Pinyin: Huài Nánhái; com D.O.)                                            | 王雅君               | Jonghyun, Wefreaky                                                        | 3:32    |  |
| 8.                      | "Hurt (伤害)" (Chinês tradicional: 傷害; Pinyin: Shānghài)                                                                | 周炜杰               | Albi Albertsson                                                           | 3:39    |  |
| 9.                      | "流星雨 (Lady Luck)" (Liúxīngyǔ; com D.O.)                                                                                | 黄贞颖 Annakid       | Command Freaks, Andreas Stone Johansson                                   | 3:33    |  |
| 10.                     | "Beautiful (美)" (Měi; com Baekhyun)                                                                                      | 周禹成               | Teddy Riley, DOM, Richard Garcia, Dantae Johnson, Labyron Walton          | 4:03    |  |
| Duração total:          | Duração total: | Duração total:       | Duração total:                                                            | 37:14   |  |

### Love Me Right(versão repaginada)
| Love Me Right (versão coreana) |                                                 |         |  |
| N.º                            | Título                                          | Duração |  |
| 1.                             | "Love Me Right"                                 | 3:25    |  |
| 2.                             | "Tender Love"                                   | 3:36    |  |
| 3.                             | "Call Me Baby"                                  | 3:31    |  |
| 4.                             | "Transformer" (Siseon Dul, Siseon Hana)         | 3:47    |  |
| 5.                             | "시선 둘, 시선 하나 (What If…)"                 | 4:18    |  |
| 6.                             | "My Answer" (cantada por Baekhyun, D.O. e Suho) | 3:39    |  |
| 7.                             | "Exodus"                                        | 3:19    |  |
| 8.                             | "El Dorado"                                     | 3:59    |  |
| 9.                             | "Playboy"                                       | 3:32    |  |
| 10.                            | "First Love"                                    | 4:02    |  |
| 11.                            | "Hurt"                                          | 3:39    |  |
| 12.                            | "유성우 (Lady Luck)" (Yuseong-u)                | 3:33    |  |
| 13.                            | "Beautiful"                                     | 4:03    |  |
| 14.                            | "약속 (EXO 2014)" (Yaksok)                      | 4:46    |  |
| Duração total:                 | Duração total:                                  | 53:03   |  |

| Love Me Right (versão chinesa) | |         |  |
| N.º                            | Título | Duração |  |
| 1.                             | "Love Me Right (漫遊宇宙)"                                                                                                | 3:25    |  |
| 2.                             | "Tender Love (就是愛)" | 3:36    |  |
| 3.                             | "Call Me Baby (叫我)" (Jiào Wǒ)                                                                                           | 3:31    |  |
| 4.                             | "Transformer (变形女)" (Chinês tradicional: 變形女; Pinyin: Biànxíng Nǚ)                                                  | 3:47    |  |
| 5.                             | "What If… (两个视线, 一个视线)" (Chinês tradicional: 兩個視線, 一個視線; Pinyin: Liǎnggè Shìxiàn, Yígè Shìxiàn; com D.O.) | 4:18    |  |
| 6.                             | "My Answer (我的答案)" (Wǒ de Dá'àn; cantada por Chen, Lay e D.O.)                                                        | 3:39    |  |
| 7.                             | "Exodus (逃脱)" (Chinês tradicional: 逃脫; Pinyin: Táotuō)                                                                | 3:19    |  |
| 8.                             | "El Dorado (黄金国)" (Chinês tradicional: 黃金國; Pinyin: Huángjīnguó)                                                    | 3:59    |  |
| 9.                             | "Playboy (坏男孩)" | 3:32    |  |
| 10.                            | "First Love (初戀)" | 4:02    |  |
| 11.                            | "Hurt (伤害)" (Chinês tradicional: 傷害; Pinyin: Shānghài)                                                                | 3:39    |  |
| 12.                            | "流星雨 (Lady Luck)" (Yuseong-u)                                                                                          | 3:33    |  |
| 13.                            | "Beautiful (美)" (Měi, com Baekhyun)                                                                                      | 4:03    |  |
| 14.                            | "約定 (EXO 2014)" (Yaksok)                                                                                                | 4:46    |  |
| Duração total:                 | Duração total: | 53:03   |  |

## Paradas musicais
Versão coreana e chinesa
| Parada                                    | Melhor posição | Melhor posição | Melhor posição      | Melhor posição      |
| Parada                                    | EXODUS (KOR)   | EXODUS (CHN)   | Love Me Right (KOR) | Love Me Right (CHN) |
| ----------------------------------------- | -------------- | -------------- | ------------------- | ------------------- |
| South Korean Gaon Weekly Albums Chart     | 1              | 2              | 1                   | 2                   |
| South Korean Gaon Monthly Albums Chart    | 1              | 2              | 1                   | 2                   |
| South Korea Gaon 2015 Yearly Albums Chart | 1              | 4              | 3                   | 11                  |
| Japanese Oricon Weekly Albums Chart       | 4              | 7              | 9                   | 14                  |
| Japanese Oricon Monthly Albums Chart      | 23             | 46             | —                   | —                   |

Versão combinada
| Parada (2015)                      | Melhor posição     | Melhor posição            |
| Parada (2015)                      | Exodus (combinado) | Love Me Right (combinado) |
| ---------------------------------- | ------------------ | ------------------------- |
| US Billboard 200                   | 95                 | —                         |
| US Billboard Top Album Sales Chart | 70                 | —                         |
| US Billboard World Albums Chart    | 1                  | 2                         |

## Vendas
| País                       | Vendas               | Vendas     |
| -------------------------- | -------------------- | ---------- |
| País                       | Coreia do Sul (Gaon) | 1,240,840+ |
| Japão (Oricon)             | 84,640+              |            |
| Estados Unidos (Billboard) | 6,000+               |            |

## Prêmios e indicações
| Premiação                      | Trabalho nomeado | Categoria                            | Resultado |
| ------------------------------ | ---------------- | ------------------------------------ | --------- |
| Golden Disk Awards             | EXODUS           | Disco Bonsang                        | Venceu    |
| Golden Disk Awards             | EXODUS           | Disco Daesang                        | Venceu    |
| Golden Disk Awards             | Call Me Baby     | Digital Bonsang                      | Indicado  |
| Melon Music Awards             | EXODUS           | Álbum do Ano                         | Venceu    |
| Melon Music Awards             | Call Me Baby     | Canção do Ano                        | Indicado  |
| Mnet Asian Music Awards        | Call Me Baby     | UnionPay Canção do Ano               | Indicado  |
| Mnet Asian Music Awards        | EXODUS           | UnionPay Álbum do Ano                | Venceu    |
| Gaon Chart K-Pop Awards        | EXODUS           | Artista do Ano (Álbum) - 1º Semestre | Venceu    |
| Gaon Chart K-Pop Awards        | Love Me Right    | Artista do Ano (Álbum) - 2º Semestre | Venceu    |
| Seoul Music Awards             | EXODUS           | Gravação do Ano (Álbum)              | Indicado  |
| MBC Music Show Champion Awards | Call Me Baby     | Melhores canções campeãs de 2015     | Venceu    |
| 4th YinYueTai V-Chart Awards   | EXODUS           | Álbum do ano — Coreia                | Venceu    |

### Prêmios de programas musicais
| Canção          | Programa                  | Data                |
| --------------- | ------------------------- | ------------------- |
| "Call Me Baby"  | Inkigayo (SBS)            | 5 de abril de 2015  |
| "Call Me Baby"  | Inkigayo (SBS)            | 12 de abril de 2015 |
| "Call Me Baby"  | Inkigayo (SBS)            | 19 de abril de 2015 |
| "Call Me Baby"  | Show Champion (MBC Music) | 8 de abril de 2015  |
| "Call Me Baby"  | Show Champion (MBC Music) | 15 de abril de 2015 |
| "Call Me Baby"  | Show Champion (MBC Music) | 22 de abril de 2015 |
| "Call Me Baby"  | M! Countdown (Mnet)       | 9 de abril de 2015  |
| "Call Me Baby"  | M! Countdown (Mnet)       | 17 de abril de 2015 |
| "Call Me Baby"  | M! Countdown (Mnet)       | 30 de abril de 2015 |
| "Call Me Baby"  | Music Bank (KBS)          | 10 de abril de 2015 |
| "Call Me Baby"  | Music Bank (KBS)          | 17 de abril de 2015 |
| "Call Me Baby"  | Music Bank (KBS)          | 24 de abril de 2015 |
| "Call Me Baby"  | Music Bank (KBS)          | 1 de maio de 2015   |
| "Call Me Baby"  | Show! Music Core (MBC)    | 11 de abril de 2015 |
| "Call Me Baby"  | Show! Music Core (MBC)    | 18 de abril de 2015 |
| "Call Me Baby"  | Show! Music Core (MBC)    | 25 de abril de 2015 |
| "Call Me Baby"  | Show! Music Core (MBC)    | 2 de maio de 2015   |
| "Call Me Baby"  | The Show (SBS MTV)        | 28 de abril de 2015 |
| "Love Me Right" | Show Champion (MBC Music) | 10 de junho de 2015 |
| "Love Me Right" | Show Champion (MBC Music) | 17 de junho de 2015 |
| "Love Me Right" | Show Champion (MBC Music) | 24 de junho de 2015 |
| "Love Me Right" | Music Bank (KBS)          | 12 de junho de 2015 |
| "Love Me Right" | Music Bank (KBS)          | 19 de junho de 2015 |
| "Love Me Right" | Show! Music Core (MBC)    | 13 de junho de 2015 |
| "Love Me Right" | Show! Music Core (MBC)    | 20 de junho de 2015 |
| "Love Me Right" | Show! Music Core (MBC)    | 27 de junho de 2015 |
| "Love Me Right" | The Show (SBS MTV)        | 16 de junho de 2015 |
| "Love Me Right" | M! Countdown (Mnet)       | 18 de junho de 2015 |
| "Love Me Right" | Inkigayo (SBS)            | 21 de junho de 2015 |

## Histórico de lançamento
| Edição        | Região        | Data                | Formatos             | Gravadora                       |
| ------------- | ------------- | ------------------- | -------------------- | ------------------------------- |
| EXODUS        | Coreia do Sul | 30 de março de 2015 | CD, Download digital | S.M. Entertainment, Genie Music |
| EXODUS        | Mundialmente  | 30 de março de 2015 | Download digital     | S.M. Entertainment              |
| Love Me Right | Coreia do Sul | 3 de junho de 2015  | CD, Download digital | S.M. Entertainment, Genie Music |
| Love Me Right | Mundialmente  | 3 de junho de 2015  | Download digital     | S.M. Entertainment              |